# TALIS
TALIS je zkratka pro mezinárodní výzkum o vyučování a učení (Teaching And Learning International Survey). Jde o výzkum pomocí dotazníků, ve kterém jsou učitelé a ředitelé škol přímo dotazováni na školní prostředí, kde probíhá vyučování, a na podmínky, ve kterých pracují.

## Výzkumný záměr

### Zkoumané oblasti
- další vzdělávání pedagogů a jejich profesní rozvoj
- hodnocení učitelů a poskytování zpětné vazby učitelům v jejich práci
- způsob vedení školy
- postoje učitelů a jejich představy o správném způsobu výuky
- samotná vyučovací praxe

### Zkoumaná témata a sledované indikátory
- Co si ředitelé škol a učitelé představují pod pojmem efektivní vedení školy?
- Jak si učitelé představují kvalitní vyučování? Jaké jsou jejich preferované vyučovací strategie a ideály?
- Jak se liší způsoby hodnocení žáků v rámci jedné země a mezi více zeměmi?
- Jak se mezi různými školami a zeměmi liší frekvence účasti v aktivitách dalšího vzdělávání a profesního rozvoje?
- Jaká je návaznost mezi primárním pedagogickým vzděláním, úvodním zaškolením nových učitelů a dalším školením v rámci vykonávání učitelské profese?
- Do jaké míry jsou učitelé a ředitelé přesvědčeni, že různé formy dalšího vzdělávání zvyšují efektivitu učitelů a zlepšují studijní výsledky žáků?
- Jaké faktory jsou spojovány s dobrou či špatnou školní atmosférou a jak se tyto faktory liší mezi školami?
- Do jaké míry jsou rodiče zapojováni do činností na úrovni školy a třídy?
- Jaké postupy jsou uplatňovány při oceňování, odměňování a hodnocení práce učitelů a jak se tyto postupy liší mezi různými zeměmi?
- Jakým způsobem školy reagují na špatnou úroveň výuky některých učitelů a jak se tyto způsoby liší mezi různými školami a zeměmi?
- Mezi jaké činnosti a jak je čas práce učitele rozdělený a jaké rozdíly lze nalézt mezi různými školami a zeměmi?

## Historie a harmonogram
První vlna průzkumu proběhla v roce 2008 za účasti 24 zemí. Česká republika se první vlny neúčastnila. Forma výzkumu i obsah dotazníků byly podobné, jaké se připravují na druhou vlnu plánovanou v roce 2013. Další šetření proběhne v roce 2018.
Pilotáž dotazníků formou focus groups proběhla bez účasti ČR v srpnu 2011.
Předběžné šetření (předvýzkum) na malém vzorku škol: březen až duben 2012
Hlavní sběr dat na jižní polokouli: říjen až prosinec 2012
Hlavní sběr dat na severní polokouli: březen až květen 2013

## Výzkumná metoda
V šetření TALIS jsou dotazovány dvě skupiny respondentů – učitelé vyučující na úrovni nižšího sekundárního vzdělávání (ISCED 2) a ředitelé těchto škol. V České republice tento vzorek tvoří učitelé 2. stupně základních škol a odpovídajících ročníků víceletých gymnázií a ředitelé těchto škol. Ve většině zemí by mělo být do výzkumu zapojeno 200 škol, přičemž v každé z těchto škol by měl dotazník vyplnit ředitel a 20 učitelů. Školy i učitelé budou vybráni náhodným výběrem. 
Kromě toho mají země možnost rozšířit šetření i na učitele 1. stupně základních škol (ISCED 1) a učitele středních škol (ISCED 3). Možné je i propojit šetření TALIS se šetřením PISA tím, že bude provedeno na stejných školách. (V zemích, které se pro toto propojení rozhodnou, budou učitelům matematiky položeny některé dodatečné otázky.)

## Dosavadní zajímavá zjištění
Z šetření TALIS 2008 např. vyplynulo, že:
- Učitelé, kteří se v rámci své profese dále vzdělávají a rozvíjejí, mají pocit, že pracují efektivněji.
- Učitelé, kteří zaujímají více vyhraněné přesvědčení o správných metodách vyučování, vykázali v šetření vyšší míru spolupráce se svými kolegy, lepší vztahy se žáky a mají též pocit, že pracují efektivněji.
- Pocit efektivní práce mají ve větší míře též učitelé, kterým se dostává uznání za dobrý výkon od ředitele či od kolegů.
- Samotný vliv vedení školy na vyučování je však nepřímý a zmírněný aktivitami učitelů.